# Comté de Chickasaw (Mississippi)
Pour les articles homonymes, voir Comté de Chickasaw.
Le comté de Chickasaw est situé dans l’État du Mississippi, aux États-Unis. Il comptait 17 106 habitants en 2020. Les sièges sont Houston et Okolona.